# 大阪ニセ夜間金庫事件
大阪ニセ夜間金庫事件（おおさかニセやかんきんこじけん）は、1973年に起きた窃盗未遂事件。

## 概要
1973年2月25日、大阪市北区梅田の三和銀行（現三菱UFJ銀行）阪急梅田北支店の夜間金庫に客が現金袋を投入したところ、内部へ落下せず金庫の表面が膨れあがっていたので不審に思った客が警備員に連絡。駆けつけた警備員と銀行職員が調べ、すぐにニセの夜間金庫と判明。近くにある本物の夜間金庫には、
との、ニセの夜間金庫に客を誘導するために故障の張り紙がされていた。
ニセの夜間金庫はベニヤ板製で、客の投入した現金（2,576万円）でいっぱいになり割れてしまっていたが、外観はステンレスで装飾され、レバーを引き下げるとレシートが出るなど一見ニセモノだとはわからない造りになっていた。ニセの金庫の材料入手先などから窃盗未遂罪容疑での犯人検挙へ向け捜査されたが、1980年に時効が成立した。
犯人の犯行のアイデアとユーモアを感じさせる失敗から当時称賛され、何度かテレビドラマ化された。

## 大丸デパート恐喝未遂事件
関連する事件として、1973年5月に大阪市の大丸デパートを恐喝した事件がある。この事件で使用したベニヤ板が同じ一枚の板を切ったものだったことが大阪府警科学捜査研究所の鑑定で判明したことから、犯人は大阪ニセ夜間金庫事件と同一人物であると見られている。
1973年5月1日に大丸デパートに3000万円を要求する脅迫状が到着。その脅迫状には5月4日にそごうデパートで小さな事件が起こると予告されており、実際にそごうデパートで新聞紙でマットに放火する事件が発生した。大丸デパート側は警察に届け出るとともに、脅迫状の指示に従って、社員に3000万円を運ばせることにした。社員は犯人の連絡どおりに動き、最後は神戸市三宮にある地下駐車場にある乗用車のトランクに現金入りのカバンを入れたところで、犯人からの連絡が途絶えた。
警察が現金を入れることになっていた車のトランクを調べたところ、現金の運搬役がトランクの蓋をさせた後に、カバンを地面に落として、釣り糸で引っ張って手元まで運べるような細工がしてあった。このトランクの細工に使われたベニヤ板がニセ金庫のベニヤ板と木目の流れ、カンナの歯こぼれ跡が一致した。

## 模倣犯
- 1983年9月、埼玉銀行春日部西口支店に同様の手口でニセ金庫がしかけられた。大阪の事件と同様、それまでに投入された現金袋でいっぱいになってしまい、金融会社社長が投入しようとしたところつかえてしまった。怪しんだ社長の通報により警察が駆けつけ、ニセ金庫と判明。しかしニセ金庫の出来は大阪の事件のものと比べて数段劣る出来栄えで、明るいところであればまず騙されないであろうというようなお粗末なものであった。ただし、この事件も未解決である[2]。
- 1986年9月、三和銀行麻布支店にもニセ金庫が出現した。焼肉店店主が、本来の金庫の『故障中』と書かれた札を無視して投入したところ正常に動作したため、いぶかしんで警察に通報、ニセ金庫と判明した。この事件も未解決である。
- 1995年12月、福島県川俣町の東邦銀行川俣支店に本店と支店の連絡用メールボックスに郵便受けに入れるよう指示する紙が貼られ、連絡業者が投入した780万円相当の小切手が盗まれた[3]。
- 2006年7月には、みずほ銀行銀座支店前に同様のニセ夜間金庫が置かれる事件があったが、こちらは犯人が自首し、解決している[4]。他の模倣犯と異なり、これまでのニセ金庫事件がいずれも木製だったために失敗していることから、金属製とした。たまたま警備員が巡回して発見したため未遂に終わった。